# Liste der Deutschen Meister im 100-Meter-Lauf
Der 100-Meter-Lauf ist die kürzeste bei den Deutschen Meisterschaften ausgetragene Sprintdisziplin. Bei den Männern wird seit den ersten Deutschen Leichtathletik-Meisterschaften 1898 der 100-Meter-Meister ermittelt. Der erste 100-Meter-Titel bei den Frauen wurde 1920 bei den ersten Deutschen Leichtathletik-Meisterschaften für Frauen vergeben.
Diese kurze Sprintstrecke gehört zu den traditionsreichsten Disziplinen überhaupt und steht immer wieder im Mittelpunkt nationaler und internationaler Veranstaltungen.

## Deutsche Meisterschaftsrekorde
| Männer | 09,99 s | Owen Ansah (Hamburger SV)         | Braunschweig | 29. Juni 2024 |
| Frauen | 10,91 s | Katrin Krabbe (SC Neubrandenburg) | Hannover     | 27. Juli 1991 |

## Gesamtdeutsche Meister seit 1991 (DLV)
| Jahr | Ort                  | Männer    | Männer                                                 | Männer          | Frauen    | Frauen                                             | Frauen          |
| Jahr | Ort                  | Datum     | Athlet                                                 | Zeit [s] / Wind | Datum     | Athletin                                           | Zeit [s] / Wind |
| ---- | -------------------- | --------- | ------------------------------------------------------ | --------------- | --------- | -------------------------------------------------- | --------------- |
| 2025 | Dresden              | 2. August | Owen Ansah (Hamburger SV)                              | 10,23 / ±0,0    | 2. August | Gina Lückenkemper (SCC Berlin)                     | 11,17 / −1,8    |
| 2024 | Braunschweig         | 29. Juni  | Owen Ansah (Hamburger SV)                              | 09,99 / +0,5 DR | 29. Juni  | Gina Lückenkemper (SCC Berlin)                     | 11,04 / +0,2    |
| 2023 | Kassel               | 8. Juli   | Yannick Wolf (LG Stadtwerke München)                   | 10,19 / +0,2    | 8. Juli   | Gina Lückenkemper (SCC Berlin)                     | 11,03 / +0,3    |
| 2022 | Berlin               | 25. Juni  | Owen Ansah (Hamburger SV)                              | 10,09 / +0,1    | 25. Juni  | Gina Lückenkemper (SCC Berlin)                     | 10,99 / +0,8    |
| 2021 | Braunschweig         | 5. Juni   | Marvin Schulte (SC DHfK Leipzig)                       | 10,19 / +0,4    | 5. Juni   | Alexandra Burghardt (LG Gendorf Wacker Burghausen) | 11,14 / +0,3    |
| 2020 | Braunschweig         | 8. August | Deniz Almas (VfL Wolfsburg)                            | 10,09 / +0,1    | 8. August | Lisa-Marie Kwayie (Neuköllner Sportfreunde)        | 11,30 / ±0,0    |
| 2019 | Berlin               | 3. August | Michael Pohl (Sprintteam Wetzlar)                      | 10,27 / +0,3    | 3. August | Tatjana Pinto (TSV Bayer 04 Leverkusen)            | 11,15 / −0,4    |
| 2018 | Nürnberg             | 21. Juli  | Kevin Kranz (Sprintteam Wetzlar)                       | 10,28 / +0,5    | 21. Juli  | Gina Lückenkemper (LC Paderborn)                   | 11,09 / +0,1    |
| 2017 | Erfurt               | 8. Juli   | Julian Reus (TV Wattenscheid 01)                       | 10,10 / +0,2    | 8. Juli   | Gina Lückenkemper (LG Olympia Dortmund)            | 11,10 / −0,7    |
| 2016 | Kassel               | 18. Juni  | Julian Reus (TV Wattenscheid 01)                       | 10,30 / −2,3    | 18. Juni  | Tatjana Pinto (LC Paderborn)                       | 11,22 / −2,1    |
| 2015 | Nürnberg             | 25. Juli  | Julian Reus (TV Wattenscheid 01)                       | 10,12 / −0,2    | 25. Juli  | Verena Sailer (MTG Mannheim)                       | 11,20 / +1,5    |
| 2014 | Ulm                  | 26. Juli  | Julian Reus (TV Wattenscheid 01)                       | 10,01 / +2,2    | 26. Juli  | Tatjana Pinto (LG Brillux Münster)                 | 11,20 / ±0,0    |
| 2013 | Ulm                  | 6. Juli   | Julian Reus (TV Wattenscheid 01)                       | 10,14 / +0,6    | 6. Juli   | Verena Sailer (MTG Mannheim)                       | 11,09 / −0,5    |
| 2012 | Bochum- Wattenscheid | 16. Juni  | Lucas Jakubczyk (SCC Berlin)                           | 10,16 / +2,7    | 16. Juni  | Verena Sailer (MTG Mannheim)                       | 11,22 / +3,0    |
| 2011 | Kassel               | 23. Juli  | Tobias Unger (LG Stadtwerke München)                   | 10,40 / −0,2    | 23. Juli  | Cathleen Tschirch (TSV Bayer 04 Leverkusen)        | 11,52 / −1,5    |
| 2010 | Braunschweig         | 17. Juli  | Alexander Kosenkow (TV Wattenscheid 01)                | 10,29 / +1,2    | 17. Juli  | Verena Sailer (MTG Mannheim)                       | 11,23 / −0,6    |
| 2009 | Ulm                  | 4. Juli   | Tobias Unger (LAZ Salamander Kornwestheim-Ludwigsburg) | 10,18 / −2,5    | 4. Juli   | Verena Sailer (MTG Mannheim)                       | 11,18 / −0,2    |
| 2008 | Nürnberg             | 5. Juli   | Tobias Unger (LAZ Salamander Kornwestheim-Ludwigsburg) | 10,20 / −0,2    | 5. Juli   | Verena Sailer (LAC Quelle Fürth/München/Würzburg)  | 11,28 / −0,8    |
| 2007 | Erfurt               | 21. Juli  | Alexander Kosenkow (TV Wattenscheid 01)                | 10,35 / +0,4    | 21. Juli  | Verena Sailer (LAC Quelle Fürth/München/Würzburg)  | 11,39 / +0,1    |
| 2006 | Ulm                  | 15. Juli  | Ronny Ostwald (TV Wattenscheid 01)                     | 10,32 / −0,5    | 15. Juli  | Verena Sailer (LAC Quelle Fürth/München/Würzburg)  | 11,62 / −1,2    |
| 2005 | Bochum- Wattenscheid | 2. Juli   | Tobias Unger (LAZ Salamander Kornwestheim-Ludwigsburg) | 10,16 / +0,3    | 2. Juli   | Birgit Rockmeier (LG Olympia Dortmund)             | 11,33 / +1,1    |
| 2004 | Braunschweig         | 10. Juli  | Ronny Ostwald (ASV Köln)                               | 10,22 / +1,4    | 10. Juli  | Sina Schielke (LG Olympia Dortmund)                | 11,26 / −1,4    |
| 2003 | Ulm                  | 28. Juni  | Alexander Kosenkow (TV Wattenscheid 01)                | 10,25 / +0,5    | 28. Juni  | Melanie Paschke (TV Wattenscheid 01)               | 11,41 / −0,5    |
| 2002 | Bochum- Wattenscheid | 6. Juli   | Marc Blume (TV Wattenscheid 01)                        | 10,27 / −0,1    | 6. Juli   | Sina Schielke (LG Olympia Dortmund)                | 11,28 / −0,4    |
| 2001 | Stuttgart            | 30. Juni  | Tim Goebel (ASV Köln)                                  | 10,2100000      | 30. Juni  | Gabi Rockmeier (LG Olympia Dortmund)               | 11,1700000      |
| 2000 | Braunschweig         | 29. Juli  | Marc Blume (TV Wattenscheid 01)                        | 10,19 / −0,7    | 29. Juli  | Esther Möller (LG Olympia Dortmund)                | 11,44 / −2,0    |
| 1999 | Erfurt               | 3. Juli   | Holger Blume (TV Wattenscheid 01)                      | 10,42 / −1,5    | 3. Juli   | Andrea Philipp (LG Olympia Dortmund)               | 11,40 / −1,5    |
| 1998 | Berlin               | 4. Juli   | Marc Blume (TV Wattenscheid 01)                        | 10,58 / ±0,0    | 4. Juli   | Andrea Philipp (LG Olympia Dortmund)               | 11,24 / −0,5    |
| 1997 | Frankfurt/M.         | 28. Juni  | Marc Blume (TV Wattenscheid 01)                        | 10,46 / −1,1    | 28. Juni  | Andrea Philipp (LG Olympia Dortmund)               | 11,33 / −1,1    |
| 1996 | Köln                 | 21. Juni  | Marc Blume (TV Wattenscheid 01)                        | 10,16 / −0,4    | 21. Juni  | Melanie Paschke (TV Wattenscheid 01)               | 11,06 / +0,6    |
| 1995 | Bremen               | 30. Juni  | Marc Blume (TV Wattenscheid 01)                        | 10,30 / +0,2    | 30. Juni  | Melanie Paschke (LG Braunschweig)                  | 11,04 / +0,6    |
| 1994 | Erfurt               | 1. Juli   | Marc Blume (TV Wattenscheid 01)                        | 10,28 / −1,4    | 1. Juli   | Melanie Paschke (LG Braunschweig)                  | 11,20 / −0,1    |
| 1993 | Duisburg             | 10. Juli  | Marc Blume (TV Wattenscheid 01)                        | 10,30 / −0,8    | 10. Juli  | Melanie Paschke (LG Braunschweig)                  | 11,23 / −0,2    |
| 1992 | München              | 20. Juli  | Steffen Bringmann (MTG Mannheim)                       | 10,58 / −1,7    | 20. Juli  | Heike Drechsler, geb. Daute (TuS Jena)             | 11,33 / −1,9    |
| 1991 | Hannover             | 27. Juli  | Steffen Bringmann (MTG Mannheim)                       | 10,42 / +0,2    | 27. Juli  | Katrin Krabbe (SC Neubrandenburg)                  | 10,91 / +0,5    |

## Meister in derBundesrepublik Deutschlandbzw. derTrizonevon 1948 bis 1990 (DLV)
| Jahr | Ort           | Männer     | Männer                                     | Männer          | Frauen     | Frauen                                              | Frauen                            |
| Jahr | Ort           | Datum      | Athlet                                     | Zeit [s] / Wind | Datum      | Athletin                                            | Zeit [s] / Wind                   |
| ---- | ------------- | ---------- | ------------------------------------------ | --------------- | ---------- | --------------------------------------------------- | --------------------------------- |
| 1990 | Düsseldorf    | 10. August | Peter Klein (SV Salamander Kornwestheim)   | 10,47 / +0,2    | 10. August | Ulrike Sarvari (VfL Sindelfingen)                   | 11,32 / −0,5                      |
| 1989 | Hamburg       | 11. August | Wolfgang Haupt (LG Bayer Leverkusen)       | 10,45 / −0,5    | 11. August | Ulrike Sarvari (VfL Sindelfingen)                   | 11,25 / ±0,0                      |
| 1988 | Frankfurt/M.  | 22. Juli   | Andreas Maul (LG Wipperfürth)              | 10,50 / −2,4    | 22. Juli   | Ulrike Sarvari (VfL Sindelfingen)                   | 11,28 / +0,6                      |
| 1987 | Gelsenkirchen | 10. Juli   | Christian Haas (LAC Quelle Fürth)          | 10,24 / +1,0    | 10. Juli   | Ulrike Sarvari (VfL Sindelfingen)                   | 11,29 / +0,6                      |
| 1986 | Berlin        | 11. Juli   | Christian Haas (LAC Quelle Fürth)          | 10,18 / +2,9    | 11. Juli   | Heidi-Elke Gaugel (VfL Sindelfingen)                | 11,56 / +0,8                      |
| 1985 | Stuttgart     | 2. August  | Christian Haas (LAC Quelle Fürth)          | 10,20 / +0,4    | 2. August  | Heidi-Elke Gaugel (VfL Sindelfingen)                | 11,15 / +0,7                      |
| 1984 | Düsseldorf    | 22. Juni   | Ralf Lübke (LG Bayer Leverkusen)           | 10,42 / −1,0    | 22. Juni   | Heidi-Elke Gaugel (VfL Sindelfingen)                | 11,26 / −0,7                      |
| 1983 | Bremen        | 24. Juni   | Christian Haas (LAC Quelle Fürth)          | 10,19 / +0,9    | 24. Juni   | Sabine Klösters (OSC Thier Dortmund)                | 11,44 / −0,6                      |
| 1982 | München       | 23. Juli   | Christian Haas (LAC Quelle Fürth)          | 10,37 / −0,6    | 23. Juli   | Resi März, geb. Fischer (MTV Ingolstadt)            | 11,58 / −0,2                      |
| 1981 | Gelsenkirchen | 18. Juli   | Christian Haas (LAC Quelle Fürth)          | 10,31 / +1,7    | 18. Juli   | Monika Hirsch (USC Mainz)                           | 11,33 / +1,7                      |
| 1980 | Hannover      | 16. August | Christian Haas (LAC Quelle Fürth)          | 10,25 / −0,01   | 16. August | Annegret Richter, geb. Irrgang (OSC Thier Dortmund) | 11,51 / +2,42                     |
| 1979 | Stuttgart     | 11. August | Fritz Heer (TV Viernheim)                  | 10,45 / +0,6    | 11. August | Annegret Richter, geb. Irrgang (OSC Thier Dortmund) | 11,28 / +1,3                      |
| 1978 | Köln          | 12. August | Werner Zaske (SV Saar 05 Saarbrücken)      | 10,55 / ±0,0    | 12. August | Birgit Wilkes (VfL Wolfsburg)                       | 11,65 / ±0,0                      |
| 1977 | Hamburg       | 6. August  | Bernd Sattler (LAZ Ludwigshafen)           | 10,53 / +1,6    | 6. August  | Elvira Possekel (TSV Bayer 04 Leverkusen)           | 11,54 / +1,2                      |
| 1976 | Frankfurt/M.  | 14. August | Dieter Steinmann (TV Wattenscheid 01)      | 10,36 / +1,2    | 14. August | Annegret Richter, geb. Irrgang (OSC Thier Dortmund) | 11,06 / +1,4                      |
| 1975 | Gelsenkirchen | 28. Juni   | Klaus Ehl (TV Wattenscheid 01)             | 10,23 / +2,8    | 28. Juni   | Inge Helten (OSC Thier Dortmund)                    | 11,39 / +0,8,                     |
| 1974 | Hannover      | 27. Juli   | Manfred Ommer (TSV Bayer 04 Leverkusen)    | 10,20 / +3,27   | 27. Juli   | Annegret Richter, geb. Irrgang (OSC Thier Dortmund) | 11,24 / +1,17 (BR, elektr. Mess.) |
| 1973 | Berlin        | 21. Juli   | Jobst Hirscht (SV Polizei Hamburg)         | 10,38 / +3,6    | 21. Juli   | Elfgard Schittenhelm, geb. Weismann (OSC Berlin)    | 11,45 / +0,6                      |
| 1972 | München       | 21. Juli   | Manfred Ommer (TSV Bayer 04 Leverkusen)    | 10,43           | 23. Juli   | Elfgard Schittenhelm, geb. Weismann (OSC Berlin)    | 11,30                             |
| 1971 | Stuttgart     | 10. Juli   | Karlheinz Klotz (TV Neureut-Süd)           | 10,1            | 10. Juli   | Elfgard Schittenhelm, geb. Weismann (OSC Berlin)    | 11,2 (BR)                         |
| 1970 | Berlin        | 8. August  | Günther Nickel (TSV Bayer 04 Leverkusen)   | 10,4            | 8. August  | Ingrid Mickler-Becker (LG Geseke)                   | 11,3 (BR)                         |
| 1969 | Düsseldorf    | 16. August | Gert Metz (USC Mainz)                      | 10,3            | 16. August | Bärbel Hähnle (VfR Achern)                          | 11,5                              |
| 1968 | Berlin        | 17. August | Gert Metz (USC Mainz)                      | 10,3            | 17. August | Ingrid Becker (LG Geseke)                           | 11,6                              |
| 1967 | Stuttgart     | 5. August  | Hartmut Wilke (TSV Bayer 04 Leverkusen)    | 10,2            | 5. August  | Karin Frisch (SV Salamander Kornwestheim)           | 11,5                              |
| 1966 | Hannover      | 6. August  | Manfred Knickenberg (Wuppertaler SV)       | 10,2            | 6. August  | Hannelore Trabert, geb. Swienty (OSC Berlin)        | 11,4                              |
| 1965 | Duisburg      | 7. August  | Manfred Knickenberg (Wuppertaler SV)       | 10,3            | 7. August  | Erika Pollmann (FC Schalke 04)                      | 12,0                              |
| 1964 | Berlin        | 8. August  | Manfred Knickenberg (Wuppertaler SV)       | 10,3            | 8. August  | Renate Meyer, geb. Rose (Hannover 96)               | 11,6                              |
| 1963 | Augsburg      | 10. August | Alfred Hebauf (SV Salamander Kornwestheim) | 10,3            | 10. August | Gudrun Lenze (Hamburger SV)                         | 11,8                              |
| 1962 | Hamburg       | 28. Juli   | Heinz Schumann (Werder Bremen)             | 10,7            | 28. Juli   | Jutta Heine (ASV Köln)                              | 11,6                              |
| 1961 | Düsseldorf    | 29. Juli   | Manfred Germar (ASV Köln)                  | 10,5            | 29. Juli   | Maren Collin (Wuppertaler SV)                       | 11,9                              |
| 1960 | Berlin        | 24. Juli   | Armin Hary (FSV Frankfurt)                 | 10,2            | 23. Juli   | Anni Biechl (Post-SV München)                       | 11,6                              |
| 1959 | Stuttgart     | 26. Juli   | Manfred Germar (ASV Köln)                  | 10,5            | 25. Juli   | Anni Biechl (Post-SV München)                       | 12,2                              |
| 1958 | Hannover      | 20. Juli   | Manfred Germar (ASV Köln)                  | 10,2 (BRe)      | 19. Juli   | Inge Fuhrmann (SCC Berlin)                          | 11,6                              |
| 1957 | Düsseldorf    | 18. August | Manfred Germar (ASV Köln)                  | 10,3            | 17. August | Brunhilde Hendrix (1. FC Nürnberg)                  | 12,0                              |
| 1956 | Berlin        | 19. August | Manfred Germar (ASV Köln)                  | 10,5            | 18. August | Inge Fuhrmann (SCC Berlin)                          | 11,9                              |
| 1955 | Frankfurt/M.  | 7. August  | Heinz Fütterer (Karlsruher SC)             | 10,4            | 6. August  | Maria Sander, geb. Domagala (SuS 09 Dinslaken)      | 12,3                              |
| 1954 | Hamburg       | 8. August  | Heinz Fütterer (Karlsruher SC)             | 10,5            | 7. August  | Maria Sander, geb. Domagala (SuS 09 Dinslaken)      | 12,6                              |
| 1953 | Augsburg      | 26. Juli   | Heinz Fütterer (Karlsruher SC)             | 10,6            | 25. Juli   | Maria Sander, geb. Domagala (SuS 09 Dinslaken)      | 12,1                              |
| 1952 | Berlin        | 29. Juni   | Werner Zandt (Stuttgarter Kickers)         | 10,6            | 28. Juni   | Maria Sander, geb. Domagala (SuS 09 Dinslaken)      | 11,8                              |
| 1951 | Düsseldorf    | 29. Juli   | Heinz Fütterer (Karlsruher FC Phönix)      | 10,8            | 29. Juli   | Marga Petersen (Werder Bremen)                      | 12,2                              |
| 1950 | Stuttgart     | 6. August  | Werner Zandt (Stuttgarter Kickers)         | 10,6            | 6. August  | Margot Glöckner (Eintracht Frankfurt)               | 12,1                              |
| 1949 | Bremen        | 7. August  | Heinz Fischer (Preussen Krefeld)           | 10,6            | 7. August  | Marga Petersen (Werder Bremen)                      | 12,1                              |
| 1948 | Nürnberg      | 15. August | Heinz Fischer (Preussen Krefeld)           | 10,7            | 15. August | Marga Petersen (Werder Bremen)                      | 12,3                              |

## Meister in derDDRbzw. derSBZvon 1948 bis 1990 (DVfL)
| Jahr | Ort             | Datum                | Männer                                                               | Männer   | Frauen                                            | Frauen   |
| Jahr | Ort             | Datum                | Athlet                                                               | Zeit [s] | Athletin                                          | Zeit [s] |
| ---- | --------------- | -------------------- | -------------------------------------------------------------------- | -------- | ------------------------------------------------- | -------- |
| 1990 | Dresden         |                      | Steffen Görmer (SC Chemie Halle)                                     | 10,33    | Kerstin Behrendt (SC DHfK Leipzig)                | 11,17    |
| 1989 | Neubrandenburg  |                      | Steffen Bringmann (SC Dynamo Berlin)                                 | 10,35    | Katrin Krabbe (SC Neubrandenburg)                 | 11,14    |
| 1988 | Rostock         | 24. bis 26. Juni     | Sven Matthes (SC Dynamo Berlin)                                      | 10,19    | Marlies Göhr, geb. Oelsner (SC Motor Jena)        | 11,07    |
| 1987 | Potsdam         | 20. bis 22. August   | Steffen Bringmann (SC DHfK Leipzig)                                  | 10,27    | Silke Gladisch (SC Empor Rostock)                 | 10,86    |
| 1986 | Jena            | 27. bis 29. Juni     | Thomas Schröder (SC Neubrandenburg)                                  | 10,10    | Silke Gladisch (SC Empor Rostock)                 | 10,96    |
| 1985 | Leipzig         | 9. bis 11. August    | Frank Emmelmann (SC Magdeburg)                                       | 10,31    | Marlies Göhr, geb. Oelsner (SC Motor Jena)        | 10,94    |
| 1984 | Erfurt          | 1. bis 3. Juni       | Thomas Schröder (SC Neubrandenburg)                                  | 10,27    | Marlies Göhr, geb. Oelsner (SC Motor Jena)        | 10,89    |
| 1983 | Karl-Marx-Stadt | 16. bis 18. Juni     | Thomas Schröder (SC Neubrandenburg)                                  | 10,25    | Marlies Göhr, geb. Oelsner (SC Motor Jena)        | 10,90    |
| 1982 | Dresden         | 30. Juni bis 3. Juli | Frank Emmelmann (SC Magdeburg)                                       | 10,27    | Marlies Göhr, geb. Oelsner (SC Motor Jena)        | 10,91    |
| 1981 | Jena            | 7. bis 9. August     | Frank Emmelmann (SC Magdeburg)                                       | 10,19    | Marlies Göhr, geb. Oelsner (SC Motor Jena)        | 11,20    |
| 1980 | Cottbus         | 16. bis 18. Juli     | Olaf Prenzler (SC Magdeburg)                                         | 10,14    | Marlies Göhr, geb. Oelsner (SC Motor Jena)        | 10,79    |
| 1979 | Karl-Marx-Stadt | 9. bis 12. August    | Olaf Prenzler (SC Magdeburg)                                         | 10,31    | Marlies Göhr, geb. Oelsner (SC Motor Jena)        | 11,09    |
| 1978 | Leipzig         |                      | Eugen Ray (SC Chemie Halle)                                          | 10,29    | Marlies Göhr, geb. Oelsner (SC Motor Jena)        | 11,10    |
| 1977 | Dresden         |                      | Eugen Ray (SC Chemie Halle)                                          | 10,14    | Marlies Oelsner (SC Motor Jena)                   | 10,88    |
| 1976 | Karl-Marx-Stadt |                      | Klaus-Dieter Kurrat (ASK Vorwärts Potsdam)                           | 10,22    | Monika Meyer (SC Neubrandenburg)                  | 11,34    |
| 1975 | Erfurt          |                      | Klaus-Dieter Kurrat (ASK Vorwärts Potsdam)                           | 10,51    | Renate Stecher, geb. Meißner (SC Motor Jena)      | 11,49    |
| 1974 | Leipzig         |                      | Manfred Kokot (SC DHfK Leipzig)                                      | 10,2     | Renate Stecher, geb. Meißner (SC Motor Jena)      | 11,1     |
| 1973 | Dresden         |                      | Hans-Jürgen Bombach (SC Dynamo Berlin)                               | 10,1     | Renate Stecher, geb. Meißner (SC Motor Jena)      | 10,8     |
| 1972 | Erfurt          |                      | Bernd Borth (SC Chemie Halle)                                        | 10,2     | Evelin Kaufer (SC Einheit Dresden)                | 11,2     |
| 1971 | Leipzig         |                      | Siegfried Schenke (SC DHfK Leipzig)                                  | 10,2     | Renate Stecher, geb. Meißner (SC Motor Jena)      | 11,2     |
| 1970 | Erfurt          |                      | Siegfried Schenke (SC DHfK Leipzig)                                  | 10,1     | Renate Meißner (SC Motor Jena)                    | 11,2     |
| 1969 | Berlin          |                      | Detlef Lewandowski (SC Dynamo Berlin)                                | 10,2     | Petra Vogt (SC Chemie Halle)                      | 11,3     |
| 1968 | Erfurt          |                      | Hartmut Schelter (ASK Vorwärts Potsdam) Heinz Erbstößer (SC Leipzig) | 10,1     | Angela Vogel (SC Karl-Marx-Stadt)                 | 11,7     |
| 1967 | Halle (Saale)   |                      | Harald Eggers (SC Leipzig)                                           | 10,3     | Renate Heldt (TSC Berlin)                         | 11,4     |
| 1966 | Jena            |                      | Harald Eggers (SC Leipzig)                                           | 10,3     | Ingrid Tiedtke (SC Dynamo Berlin)                 | 11,7     |
| 1965 | Karl-Marx-Stadt |                      | Heinz Erbstößer (SC Leipzig)                                         | 10,4     | Gundula Diel (TSC Berlin)                         | 11,7     |
| 1964 | Jena            |                      | Heinz Erbstößer (SC Leipzig)                                         | 10,4     | Heilwig Jacob (SC Motor Jena)                     | 11,8     |
| 1963 | Jena            |                      | Dietmar Falgowski (SC Chemie Halle)                                  | 10,5     | Hannelore Raepke (SC Chemie Halle)                | 11,8     |
| 1962 | Dresden         |                      | Heinz Erbstößer (SC Rotation Leipzig)                                | 10,6     | Hannelore Raepke (SC Chemie Halle)                | 11,7     |
| 1961 | Dresden         |                      | Hans Pollex (ASK Vorwärts Berlin)                                    | 10,5     | Hannelore Raepke (SC Chemie Halle)                | 11,9     |
| 1960 | Leipzig         |                      | Klaus Schüler (SC DHfK Leipzig)                                      | 10,5     | Gisela Birkemeyer, geb. Köhler (SC Dynamo Berlin) | 11,6     |
| 1959 | Leipzig         |                      | Reinhard Seidler (SC Lok Leipzig)                                    | 10,7     | Gisela Birkemeyer, geb. Köhler (SC Dynamo Berlin) | 11,6     |
| 1958 | Jena            |                      | Detlev Riede (SC Chemie Halle)                                       | 10,7     | Gisela Birkemeyer, geb. Köhler (SC Dynamo Berlin) | 11,7     |
| 1957 | Berlin          |                      | Klaus Grogorenz (SC Rotation Berlin)                                 | 10,7     | Gisela Köhler (SC Dynamo Berlin)                  | 11,9     |
| 1956 | Erfurt          |                      | Manfred Steinbach (SC Wissenschaft Halle)                            | 10,6     | Gisela Köhler (SC Dynamo Berlin)                  | 11,8     |
| 1955 | Jena            |                      | Horst Schulz (Einheit NO Berlin)                                     | 10,6     | Gisela Köhler (SC Motor Jena)                     | 12,0     |
| 1954 | Dresden         |                      | Horst Schulz (Einheit NO Berlin)                                     | 10,8     | Christa Stubnick, geb. Seliger (Dynamo Potsdam)   | 11,9     |
| 1953 | Leipzig         |                      | Ewald Schröder (Einheit NO Berlin)                                   | 10,8     | Christa Seliger (Dynamo Potsdam)                  | 12,2     |
| 1952 | Jena            |                      | Horst Schulz (Einheit NO Berlin)                                     | 10,7     | Irmgard Piep (Wissenschaft DHfK Leipzig)          | 12,3     |
| 1951 | Erfurt          | 13. bis 15. Juli     | Rolf Rüdiger (Energie Gotha)                                         | 10,8     | Irmgard Piep (Wissenschaft DHfK Leipzig)          | 12,4     |
| 1950 | Halberstadt     |                      | Martin Westphal (SG Salzland Staßfurt)                               | 11,3     | Elfriede Preibisch (ESV Lok Pirna)                | 13,0     |
| 1949 | Jena            |                      | Fritz Lacina (SV DVP Potsdam)                                        | 11,0     | A. Ritter (Energie Gotha)                         | 12,5     |
| 1948 | Chemnitz        |                      | Heinz Birkemeyer (Union Erfurt)                                      | 10,8     | Zander (Jena)                                     | 12,8     |

## Deutsche Meister 1898 bis 1947 (DLV)
| Jahr | Ort Männer                                                  | Datum Männer                                                | Männer                                                      | Zeit [s]                                                    | Ort Frauen                                                               | Datum Frauen                                                             | Frauen                                                                   | Zeit [s]                                                                 |
| ---- | ----------------------------------------------------------- | ----------------------------------------------------------- | ----------------------------------------------------------- | ----------------------------------------------------------- | ------------------------------------------------------------------------ | ------------------------------------------------------------------------ | ------------------------------------------------------------------------ | ------------------------------------------------------------------------ |
| 1947 | Köln                                                        | 10. August                                                  | Heinz Fischer (Preussen Krefeld)                            | 10,50000                                                    | Köln                                                                     | 10. August                                                               | Marga Petersen (Werder Bremen)                                           | 12,00000                                                                 |
| 1946 | Frankfurt am Main                                           | 25. August                                                  | Friedel Pfeiffer (Eintracht Frankfurt)                      | 11,10000                                                    | Frankfurt am Main                                                        | 25. August                                                               | Marga Petersen (Werder Bremen)                                           | 12,20000                                                                 |
| 1945 | kriegsbedingt keine Deutschen Leichtathletikmeisterschaften | kriegsbedingt keine Deutschen Leichtathletikmeisterschaften | kriegsbedingt keine Deutschen Leichtathletikmeisterschaften | kriegsbedingt keine Deutschen Leichtathletikmeisterschaften | kriegsbedingt keine Deutschen Leichtathletikmeisterschaften              | kriegsbedingt keine Deutschen Leichtathletikmeisterschaften              | kriegsbedingt keine Deutschen Leichtathletikmeisterschaften              | kriegsbedingt keine Deutschen Leichtathletikmeisterschaften              |
| 1944 | kriegsbedingt keine Deutschen Leichtathletikmeisterschaften | kriegsbedingt keine Deutschen Leichtathletikmeisterschaften | kriegsbedingt keine Deutschen Leichtathletikmeisterschaften | kriegsbedingt keine Deutschen Leichtathletikmeisterschaften | kriegsbedingt keine Deutschen Leichtathletikmeisterschaften              | kriegsbedingt keine Deutschen Leichtathletikmeisterschaften              | kriegsbedingt keine Deutschen Leichtathletikmeisterschaften              | kriegsbedingt keine Deutschen Leichtathletikmeisterschaften              |
| 1943 | Berlin                                                      | 25. Juli                                                    | Heinrich Huth (Eintracht Frankfurt)                         | 11,20000                                                    | Berlin                                                                   | 25. Juli                                                                 | Christel Schulz (TV Münster 1862)                                        | 12,50000                                                                 |
| 1942 | Berlin                                                      | 26. Juli                                                    | Harald Mellerowicz (VfB Königsberg)                         | 10,60000                                                    | Berlin                                                                   | 26. Juli                                                                 | Christel Schulz (TV Münster 1862)                                        | 12,40000                                                                 |
| 1941 | Berlin                                                      | 20. Juli                                                    | Jakob Scheuring (Stuttgarter Kickers)                       | 10,80000                                                    | Berlin                                                                   | 20. Juli                                                                 | Ida Kühnel (MTV München von 1879)                                        | 12,30000                                                                 |
| 1940 | Berlin                                                      | 11. August                                                  | Harald Mellerowicz (Luftwaffen SV Berlin)                   | 10,60000                                                    | Berlin                                                                   | 11. August                                                               | Erika Biess (SCC Berlin)                                                 | 12,20000                                                                 |
| 1939 | Berlin                                                      | 9. Juli                                                     | Karl Neckermann (Post-SV Mannheim)                          | 10,30000                                                    | Berlin                                                                   | 8. Juli                                                                  | Ida Kühnel (MTV München von 1879)                                        | 12,10000                                                                 |
| 1938 | Breslau                                                     | 28. Juli                                                    | Gerd Hornberger (Eintracht Frankfurt)                       | 10,50000                                                    | Breslau                                                                  | 29. Juli                                                                 | Käthe Krauß (Dresdner SC)                                                | 12,20000                                                                 |
| 1937 | Berlin                                                      | 24. Juli                                                    | Erich Borchmeyer (Stuttgarter Kickers)                      | 10,80000                                                    | Berlin                                                                   | 25. Juli                                                                 | Käthe Krauß (Dresdner SC)                                                | 11,90000                                                                 |
| 1936 | Berlin                                                      | 11. Juli                                                    | Gerd Hornberger (Eintracht Frankfurt)                       | 10,70000                                                    | Berlin                                                                   | 12. Juli                                                                 | Käthe Krauß (Dresdner SC)                                                | 11,90000                                                                 |
| 1935 | Berlin                                                      | 3. August                                                   | Erich Borchmeyer (TuS Bochum 08)                            | 10,50000                                                    | Berlin                                                                   | 4. August                                                                | Käthe Krauß (Dresdner SC)                                                | 11,8 (DR)                                                                |
| 1934 | Nürnberg                                                    | 24. Juli                                                    | Erich Borchmeyer (TuS Bochum 08)                            | 10,50000                                                    | Nürnberg                                                                 | 27. Juli                                                                 | Käthe Krauß (Dresdner SC)                                                | 12,00000                                                                 |
| 1933 | Köln                                                        | 12. August                                                  | Erich Borchmeyer (TuS Bochum 08)                            | 10,30000                                                    | Weimar                                                                   | 19. August                                                               | Käthe Krauß (Dresdner SC)                                                | 12,00000                                                                 |
| 1932 | Hannover                                                    | 2. Juli                                                     | Arthur Jonath (TuS Bochum 08)                               | 10,60000                                                    | Berlin                                                                   | 2. Juli                                                                  | Marie Dollinger (1. FC Nürnberg)                                         | 12,40000                                                                 |
| 1931 | Berlin                                                      | 1. August                                                   | Arthur Jonath (TuS Bochum 08)                               | 10,80000                                                    | Magdeburg                                                                | 1. August                                                                | Leni Thymm (ATV Leipzig 1845)                                            | 12,00000                                                                 |
| 1930 | Magdeburg                                                   | 2. August                                                   | Helmut Körnig (SCC Berlin)                                  | 10,70000                                                    | Lennep                                                                   | 3. August                                                                | Lisa Gelius (TSV 1860 München)                                           | 12,30000                                                                 |
| 1929 | Breslau                                                     | 21. Juli                                                    | Ernst Geerling (PSV Chemnitz)                               | 10,80000                                                    | Frankfurt am Main                                                        | 21. Juli                                                                 | Lisa Gelius (TSV 1860 München)                                           | 12,50000                                                                 |
| 1928 | Düsseldorf                                                  | 15. Juli                                                    | Richard Corts (Stuttgarter Kickers)                         | 10,40000                                                    | Berlin                                                                   | 15. Juli                                                                 | Erna Steinberg (SC Brandenburg Berlin)                                   | 12,60000                                                                 |
| 1927 | Berlin                                                      | 17. Juli                                                    | Helmut Körnig (SC Schlesien Breslau)                        | 10,80000                                                    | Breslau                                                                  | 6. August                                                                | Gertrud Gladitsch (Karlsruher FC Phönix)                                 | 12,60000                                                                 |
| 1926 | Leipzig                                                     | 8. August                                                   | Helmut Körnig (SC Schlesien Breslau)                        | 10,3 (w)                                                    | Braunschweig                                                             | 22. August                                                               | Gundel Wittmann (SCC Berlin)                                             | 12,50000                                                                 |
| 1925 | Berlin                                                      | 8. August                                                   | Richard Corts (Stuttgarter Kickers)                         | 10,60000                                                    | Leipzig                                                                  | 6. September                                                             | Elaine Gütschow, geb. Kindermann (Akademischer SV Dresden)               | 12,70000                                                                 |
| 1924 | Stettin                                                     | 9. August                                                   | Hubert Houben (Preussen Krefeld)                            | 10,70000                                                    | Stettin                                                                  | 10. August                                                               | Emmi Haux (SC 1880 Frankfurt)                                            | 12,90000                                                                 |
| 1923 | Frankfurt am Main                                           | 18. August                                                  | Hubert Houben (Preussen Krefeld)                            | 11,30000                                                    | Frankfurt am Main                                                        | 19. August                                                               | Emmi Haux (SC 1880 Frankfurt)                                            | 13,20000                                                                 |
| 1922 | Duisburg                                                    | 19. August                                                  | Hubert Houben (Preussen Krefeld)                            | 10,70000                                                    | Duisburg                                                                 | 19. August                                                               | Dora Müller (Dresdensia Dresden)                                         | 13,00000                                                                 |
| 1921 | Hamburg                                                     | 21. August                                                  | Hubert Houben (Preussen Krefeld)                            | 10,80000                                                    | Hamburg                                                                  | 21. August                                                               | Marie Kießling (TSV 1860 München)                                        | 12,80000                                                                 |
| 1920 | Dresden                                                     | 15. August                                                  | Richard Rau (SC Charlottenburg)                             | 10,70000                                                    | Dresden                                                                  | 15. August                                                               | Marie Kießling (TSV 1860 München)                                        | 13,00000                                                                 |
| 1919 | Nürnberg                                                    | 24. August                                                  | Richard Rau (SC Charlottenburg)                             | 11,10000                                                    | Deutsche Leichtathletikmeisterschaften für Frauen noch nicht ausgetragen | Deutsche Leichtathletikmeisterschaften für Frauen noch nicht ausgetragen | Deutsche Leichtathletikmeisterschaften für Frauen noch nicht ausgetragen | Deutsche Leichtathletikmeisterschaften für Frauen noch nicht ausgetragen |
| 1918 | Berlin                                                      | 25. August                                                  | Arthur Schoch (Berliner Sport-Club)                         | 11,80000                                                    | Deutsche Leichtathletikmeisterschaften für Frauen noch nicht ausgetragen | Deutsche Leichtathletikmeisterschaften für Frauen noch nicht ausgetragen | Deutsche Leichtathletikmeisterschaften für Frauen noch nicht ausgetragen | Deutsche Leichtathletikmeisterschaften für Frauen noch nicht ausgetragen |
| 1917 | Berlin                                                      | 5. August                                                   | Arthur Reinhard (Hamburger SV)                              | 11,90000                                                    | Deutsche Leichtathletikmeisterschaften für Frauen noch nicht ausgetragen | Deutsche Leichtathletikmeisterschaften für Frauen noch nicht ausgetragen | Deutsche Leichtathletikmeisterschaften für Frauen noch nicht ausgetragen | Deutsche Leichtathletikmeisterschaften für Frauen noch nicht ausgetragen |
| 1916 | Leipzig                                                     | 27. August                                                  | Hans Müller (Wacker Leipzig)                                | 11,10000                                                    | Deutsche Leichtathletikmeisterschaften für Frauen noch nicht ausgetragen | Deutsche Leichtathletikmeisterschaften für Frauen noch nicht ausgetragen | Deutsche Leichtathletikmeisterschaften für Frauen noch nicht ausgetragen | Deutsche Leichtathletikmeisterschaften für Frauen noch nicht ausgetragen |
| 1915 | Berlin                                                      | 19. September                                               | Hans Müller (Wacker Leipzig)                                | 11,00000                                                    | Deutsche Leichtathletikmeisterschaften für Frauen noch nicht ausgetragen | Deutsche Leichtathletikmeisterschaften für Frauen noch nicht ausgetragen | Deutsche Leichtathletikmeisterschaften für Frauen noch nicht ausgetragen | Deutsche Leichtathletikmeisterschaften für Frauen noch nicht ausgetragen |
| 1914 | kriegsbedingt keine Deutschen Leichtathletikmeisterschaften | kriegsbedingt keine Deutschen Leichtathletikmeisterschaften | kriegsbedingt keine Deutschen Leichtathletikmeisterschaften | kriegsbedingt keine Deutschen Leichtathletikmeisterschaften | Deutsche Leichtathletikmeisterschaften für Frauen noch nicht ausgetragen | Deutsche Leichtathletikmeisterschaften für Frauen noch nicht ausgetragen | Deutsche Leichtathletikmeisterschaften für Frauen noch nicht ausgetragen | Deutsche Leichtathletikmeisterschaften für Frauen noch nicht ausgetragen |
| 1913 | Breslau                                                     | 17. August                                                  | Erwin Kern (TSV 1860 München)                               | 11,10000                                                    | Deutsche Leichtathletikmeisterschaften für Frauen noch nicht ausgetragen | Deutsche Leichtathletikmeisterschaften für Frauen noch nicht ausgetragen | Deutsche Leichtathletikmeisterschaften für Frauen noch nicht ausgetragen | Deutsche Leichtathletikmeisterschaften für Frauen noch nicht ausgetragen |
| 1912 | Duisburg                                                    | 18. August                                                  | Richard Rau (SC Charlottenburg)                             | 11,20000                                                    | Deutsche Leichtathletikmeisterschaften für Frauen noch nicht ausgetragen | Deutsche Leichtathletikmeisterschaften für Frauen noch nicht ausgetragen | Deutsche Leichtathletikmeisterschaften für Frauen noch nicht ausgetragen | Deutsche Leichtathletikmeisterschaften für Frauen noch nicht ausgetragen |
| 1911 | Dresden                                                     | 20. August                                                  | Richard Rau (SC Charlottenburg)                             | 11,10000                                                    | Deutsche Leichtathletikmeisterschaften für Frauen noch nicht ausgetragen | Deutsche Leichtathletikmeisterschaften für Frauen noch nicht ausgetragen | Deutsche Leichtathletikmeisterschaften für Frauen noch nicht ausgetragen | Deutsche Leichtathletikmeisterschaften für Frauen noch nicht ausgetragen |
| 1910 | Frankfurt am Main                                           | 28. August                                                  | Richard Rau (SC Westen 05 Berlin)                           | 11,20000                                                    | Deutsche Leichtathletikmeisterschaften für Frauen noch nicht ausgetragen | Deutsche Leichtathletikmeisterschaften für Frauen noch nicht ausgetragen | Deutsche Leichtathletikmeisterschaften für Frauen noch nicht ausgetragen | Deutsche Leichtathletikmeisterschaften für Frauen noch nicht ausgetragen |
| 1909 | Frankfurt am Main                                           | 29. August                                                  | Richard Rau (SC Westen 05 Berlin)                           | 11,40000                                                    | Deutsche Leichtathletikmeisterschaften für Frauen noch nicht ausgetragen | Deutsche Leichtathletikmeisterschaften für Frauen noch nicht ausgetragen | Deutsche Leichtathletikmeisterschaften für Frauen noch nicht ausgetragen | Deutsche Leichtathletikmeisterschaften für Frauen noch nicht ausgetragen |
| 1908 | Berlin                                                      | 16. August                                                  | Arthur Hoffmann (SC Komet Berlin)                           | 11,40000                                                    | Deutsche Leichtathletikmeisterschaften für Frauen noch nicht ausgetragen | Deutsche Leichtathletikmeisterschaften für Frauen noch nicht ausgetragen | Deutsche Leichtathletikmeisterschaften für Frauen noch nicht ausgetragen | Deutsche Leichtathletikmeisterschaften für Frauen noch nicht ausgetragen |
| 1907 | Breslau                                                     | 18. August                                                  | Vincenz Duncker (Dresdner SC)                               | 11,00000                                                    | Deutsche Leichtathletikmeisterschaften für Frauen noch nicht ausgetragen | Deutsche Leichtathletikmeisterschaften für Frauen noch nicht ausgetragen | Deutsche Leichtathletikmeisterschaften für Frauen noch nicht ausgetragen | Deutsche Leichtathletikmeisterschaften für Frauen noch nicht ausgetragen |
| 1906 | Hannover                                                    | 11. September                                               | Vincenz Duncker (Mittweidaer BC)                            | 11,20000                                                    | Deutsche Leichtathletikmeisterschaften für Frauen noch nicht ausgetragen | Deutsche Leichtathletikmeisterschaften für Frauen noch nicht ausgetragen | Deutsche Leichtathletikmeisterschaften für Frauen noch nicht ausgetragen | Deutsche Leichtathletikmeisterschaften für Frauen noch nicht ausgetragen |
| 1905 | Hannover                                                    | 24. September                                               | August Göhmann (Eintracht Hannover)                         | 11,20000                                                    | Deutsche Leichtathletikmeisterschaften für Frauen noch nicht ausgetragen | Deutsche Leichtathletikmeisterschaften für Frauen noch nicht ausgetragen | Deutsche Leichtathletikmeisterschaften für Frauen noch nicht ausgetragen | Deutsche Leichtathletikmeisterschaften für Frauen noch nicht ausgetragen |
| 1904 | Frankfurt am Main                                           | 21. August                                                  | Julius Keyl (MTV München von 1879)                          | k. A.0000                                                   | Deutsche Leichtathletikmeisterschaften für Frauen noch nicht ausgetragen | Deutsche Leichtathletikmeisterschaften für Frauen noch nicht ausgetragen | Deutsche Leichtathletikmeisterschaften für Frauen noch nicht ausgetragen | Deutsche Leichtathletikmeisterschaften für Frauen noch nicht ausgetragen |
| 1903 | Hannover                                                    | 30. August                                                  | Erich Ludwig (Hannover 78)                                  | 11,40000                                                    | Deutsche Leichtathletikmeisterschaften für Frauen noch nicht ausgetragen | Deutsche Leichtathletikmeisterschaften für Frauen noch nicht ausgetragen | Deutsche Leichtathletikmeisterschaften für Frauen noch nicht ausgetragen | Deutsche Leichtathletikmeisterschaften für Frauen noch nicht ausgetragen |
| 1902 | Frankfurt am Main                                           | 17. August                                                  | Julius Keyl (MTV München von 1879)                          | 11,40000                                                    | Deutsche Leichtathletikmeisterschaften für Frauen noch nicht ausgetragen | Deutsche Leichtathletikmeisterschaften für Frauen noch nicht ausgetragen | Deutsche Leichtathletikmeisterschaften für Frauen noch nicht ausgetragen | Deutsche Leichtathletikmeisterschaften für Frauen noch nicht ausgetragen |
| 1901 | Hamburg                                                     | 22. September                                               | Max Wartenberg (Britannia Berlin)                           | 11,00000                                                    | Deutsche Leichtathletikmeisterschaften für Frauen noch nicht ausgetragen | Deutsche Leichtathletikmeisterschaften für Frauen noch nicht ausgetragen | Deutsche Leichtathletikmeisterschaften für Frauen noch nicht ausgetragen | Deutsche Leichtathletikmeisterschaften für Frauen noch nicht ausgetragen |
| 1900 | Berlin                                                      | 16 September                                                | Max Wartenberg (Britannia Berlin)                           | 11,40000                                                    | Deutsche Leichtathletikmeisterschaften für Frauen noch nicht ausgetragen | Deutsche Leichtathletikmeisterschaften für Frauen noch nicht ausgetragen | Deutsche Leichtathletikmeisterschaften für Frauen noch nicht ausgetragen | Deutsche Leichtathletikmeisterschaften für Frauen noch nicht ausgetragen |
| 1899 | Straßburg                                                   | 14. Mai                                                     | Arnold Landvoigt (Neuenheim College)                        | 11,00000                                                    | Deutsche Leichtathletikmeisterschaften für Frauen noch nicht ausgetragen | Deutsche Leichtathletikmeisterschaften für Frauen noch nicht ausgetragen | Deutsche Leichtathletikmeisterschaften für Frauen noch nicht ausgetragen | Deutsche Leichtathletikmeisterschaften für Frauen noch nicht ausgetragen |
| 1898 | Hamburg                                                     | 4. September                                                | Paul Fischer (FC Altona 93)                                 | 12,20000                                                    | Deutsche Leichtathletikmeisterschaften für Frauen noch nicht ausgetragen | Deutsche Leichtathletikmeisterschaften für Frauen noch nicht ausgetragen | Deutsche Leichtathletikmeisterschaften für Frauen noch nicht ausgetragen | Deutsche Leichtathletikmeisterschaften für Frauen noch nicht ausgetragen |